# Weingartia dorana
Weingartia dorana ist eine Pflanzenart in der Gattung Weingartia aus der Familie der Kakteengewächse (Cactaceae). Das Artepitheton dorana ehrt Dora Frey, die Lebensgefährtin von Hansjörg Jucker der die Art entdeckte.

## Beschreibung
Weingartia dorana wächst meist sprossend mit niedergedrückt kugelförmigen Körpern. Diese erreichen bei Durchmessern von 3 bis 6 Zentimetern Wuchshöhen von bis zu 2 Zentimetern (selten 6 Zentimetern) und besitzen eine mehrfach geteilte, bis 10 Zentimeter lange Rübenwurzel. Die länglichen Areolen sind wenig grau befilzt. Der gelegentlich an älteren Areolen vorhandene Mitteldorn ist abstehend und bis zu 6 Millimeter lang. Die 12 bis 16 Randdornen sind mehr oder weniger anliegend bis etwas abstehend, hellbeige bis strohfarben und 3 bis 5 Millimeter (selten 20 Millimeter) lang.
Die kurz trichterförmigen, violettrosafarbenen Blüten sind 3 Zentimeter lang und besitzen Durchmesser von bis zu 3,5 Zentimetern. Die olivgrünen Früchte vertrocknen bei der Reife pergamentartig und reißen quer auf. Sie besitzen einen Durchmesser von 4 bis 5 Millimeter.

## Verbreitung und Systematik
Weingartia dorana ist im bolivianischen Departamento Chuquisaca in der Provinz Oropeza in Höhenlagen von 2900 Metern verbreitet.
Die Erstbeschreibung als Sulcorebutia dorana wurde 2003 durch Willi Gertel veröffentlicht. Günter Hentzschel und  Karl Augustin stellten die Art 2008 in die Gattung Weingartia.  Ein weiteres nomenklatorisches Synonym ist Sulcorebutia purpurea subsp. dorana (Gertel) Halda (2005).

## Nachweise